# De La Soul
De La Soul est un groupe de hip-hop américain, originaire de Long Island dans l'État de New York. Il est connu pour l'influence qu'il a eue sur l'essor du jazz rap grâce à ses samples aussi étranges que divers et à ses textes parfois surréalistes. Ses membres sont Kelvin Mercer, David Jude Jolicoeur et Vincent Mason. Les trois forment leur groupe au lycée et s'établissent grâce au producteur Prince Paul. Leur premier album, 3 Feet High and Rising, est considéré comme un « chef-d'œuvre du hip-hop ».

## Biographie

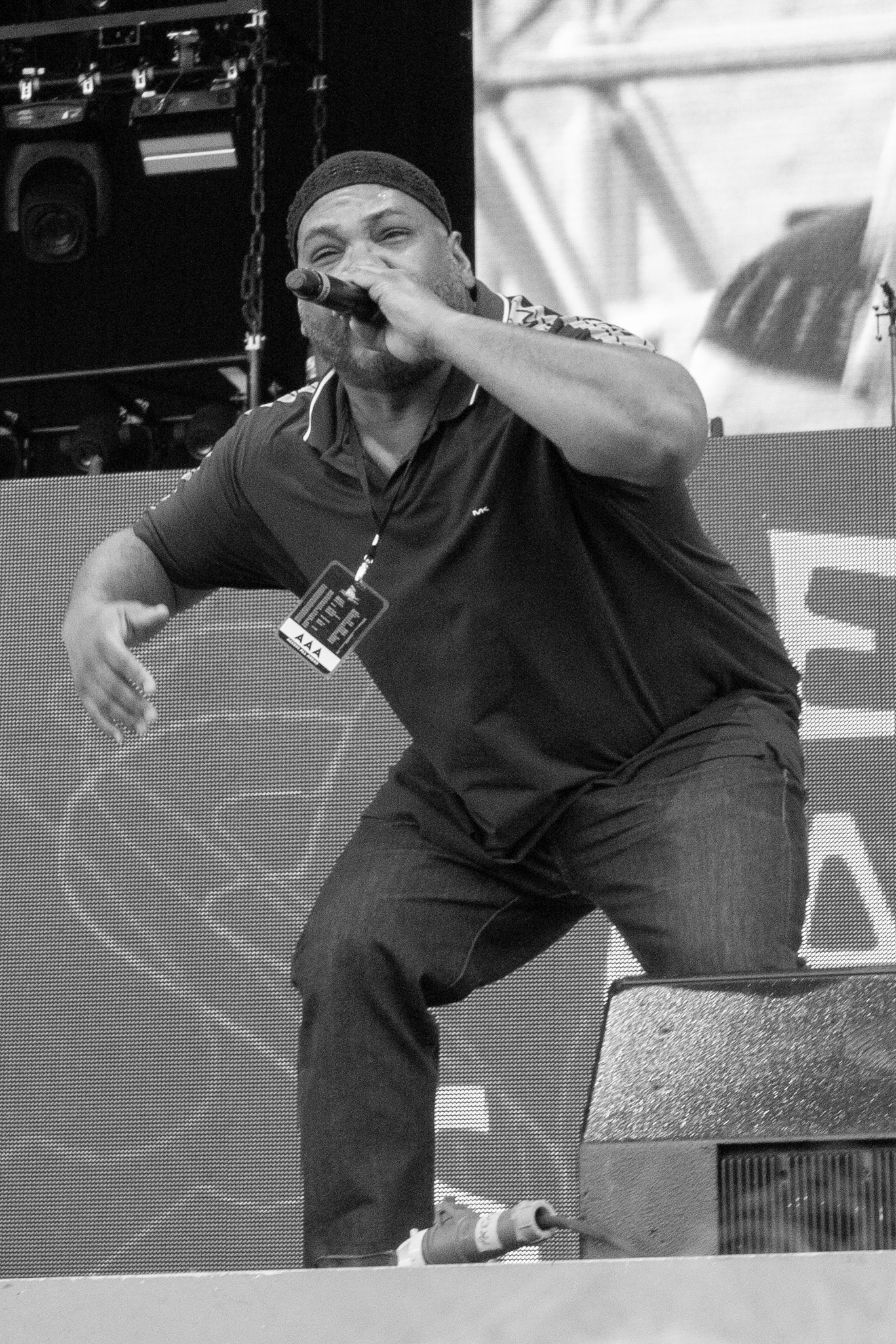
Vincent Mason, pendant le Gods-of-Rap-Tour, en 2019 à Berlin.

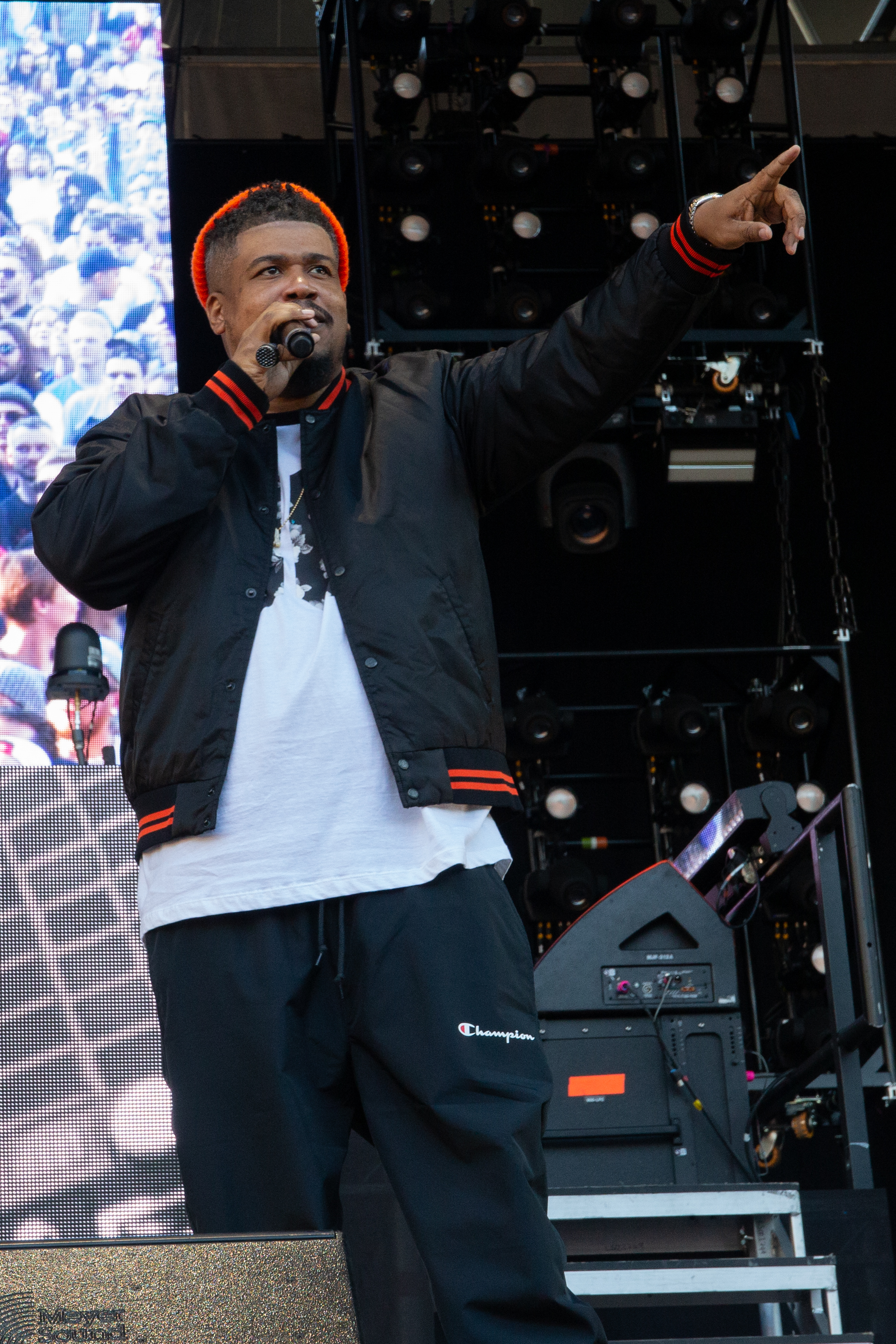
David Jude Jolicoeur en 2019.

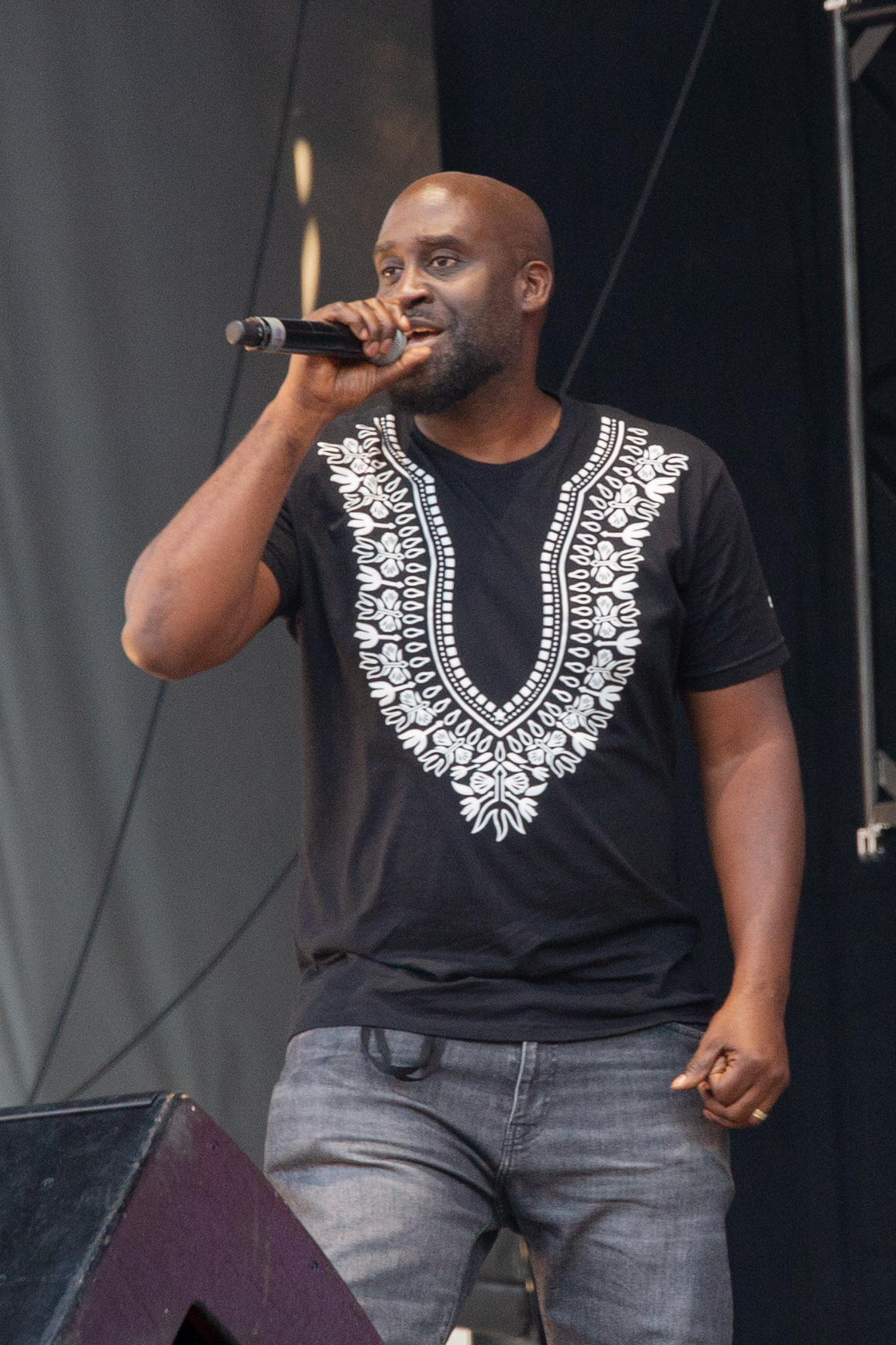
Kelvin Mercer en 2019.

### Débuts
À la fin des années 1980, la nouvelle génération du rap s’oriente vers des textes radicaux et une musique agressive. De La Soul se forme à la fin des années 1980, alors que les trois membres — Posdnuos (né Kelvin Mercer le 17 août 1969), Trugoy the Dove (né David Jude Jolicoeur, le 21 septembre 1968), et Pasemaster Mase (né Vincent Lamont Mason Jr. le 24 mars 1970) — ne sont encore que des lycéens.
Ils enregistrent en 1988 une première maquette, Plug Tunin’, puis en 1989 avec l'aide du DJ producteur Prince Paul leur premier album, 3 Feet High And Rising, dont la pochette représente les trois musiciens dans un univers bigarré. Le style du trio tranche ouvertement avec le gangsta rap et ses codes musicaux. Les samples de De La Soul puisent dans des univers musicaux jusque-là peu utilisés par le hip-hop, ceux de la pop, du jazz, de la psychédélique et du folk. Les paroles abordent avec humour et fantaisie des thèmes éloignés de la rue et du ghetto, comme l’amour et la paix tout en étant revendicatives. Les tenues vestimentaires du trio ne respectent pas non plus les conventions du rap, les membres du groupe arborant des chemises à fleurs. Le groupe proclame le D.A.I.S.Y age, (« ère de la marguerite ») en référence à l’acronyme DA Inner Sound, Y’all[réf. nécessaire].
Ils intègrent rapidement la Zulu Nation. Aux côtés des Jungle Brothers, d'A Tribe Called Quest, Queen Latifah, Busta Rhymes ou encore Black Sheep, les De La Soul sont parmi les leaders du collectif de rappeurs Native Tongues qui revendique cette démarche musicale joyeuse et positive. Le succès est immense et leur notoriété devient rapidement internationale.

### De La Soul Is Dead
Sans doute un peu dépassé par son image médiatique de néo-hippies, le groupe sort en 1991 un deuxième album plus sombre et en rupture avec le précédent, De La Soul Is Dead. La couverture représentant un pot de fleur cassé ainsi que le titre de l'album montrent bien la volonté du groupe de rompre avec cette réputation qu'il n'a su maîtriser. Bien qu'il soit considéré comme le meilleur album du groupe[Par qui ?], ce second opus ne s'est pas aussi bien vendu que le premier lors de sa sortie.
En 1993 sort un troisième album du nom de Buhloone Mindstate enregistré avec la section de cuivre de James Brown, les J.B Horns. Cet album montre l'évolution du groupe vers un nouveau son et solidifie leur position au sein du hip-hop expérimental. Il rencontre un succès critique des fans pour le travail fourni mais les ventes sont plus faibles que celle de De La Soul Is Dead. MC Shortie No Mas est présente sur de nombreuses chansons de l'album ainsi que le cousin de Posdnuos. Plusieurs morceaux de l'album prouvent que le groupe a mûri en arrêtant de commettre les erreurs du passé, notamment en raison de la détérioration des Native Tongues. L'album comprend des collaborations diverses comme celle du légendaire Maceo Parker sur I Be Blowin’ ou celle du groupe de rap japonais Scha Dara Parr sur Long Island Wildin’. Le premier single Breakadawn est fait avec un sample de la chanson I Can't Help It de Michael Jackson. L'album se termine sur un featuring avec Biz Markie sur Stone Age. La même année, ils participent à la bande originale du film Judgment Night avec le groupe de rock Teenage Fanclub.
En 1994, 500 copies d'un EP du nom de Clearlake Audiotorium sortent en vinyle et en CD. Il contient des versions inédites de l'album précédent mais également des collaborations avec A Tribe Called Quest sur Sh.Fe.MC's (Shocking Female MC's) et des artistes old school comme Grandmaster Caz, Tito of Fearless Four, Whipper Whip, La Sashae and Superstar sur Stix & Stonz.

### De Tommy Boy à Sanctuary Records
En 1996 sort l'album Stakes Is High. Presque entièrement produit par le trio, il rencontre des critiques mitigées et de faibles ventes. Mais le premier single laisse une trace mémorable et l'album permet de lancer dans le grand bain le futur acteur et rappeur Mos Def sur le titre Big Brother Beat. Common fait partie des autres featurings notables de l'album. Quatre ans plus tard, De La Soul annonce qu'il va réaliser une série de trois albums intitulés Art Official Intelligence (AOI). Cette trilogie commence avec l'album AOI : Mosaic Thump en 2000 suivi de AOI : Bionix un an plus tard. Durant les deux années suivantes, le groupe sort des singles et des best-of. Le dernier et troisième AOI ne verra jamais le jour du fait de problèmes avec leur label Tommy Boy Records, ce qui met fin à l'aventure avec le label qui avait sorti tous leurs albums depuis leurs débuts.
En 2001, ils réalisent un featuring avec Mint Royale, un groupe electropop britannique, sur la chanson Show Me qui est et restera une référence. Cette chanson se caractérise par un son très particulier et accrocheur, un beat plutôt penché vers l'electropop et un texte chanté sous forme de rap, allant même à intégrer un chœur féminin dans le refrain. En 2004 sort un nouvel album, The Grind Date, sur Sanctuary Records. Bien qu'il ne s'agisse pas du troisième AOI qu'attendait les fans, celui-ci est plutôt bien accueilli par les fans et les critiques. L'album contient des collaborations avec Ghostface Killah, MF Doom et Flavor Flav ainsi que des productions de Madlib entre autres.

### DepuisThe Grind Date
En 2005, ils réalisent un featuring avec Gorillaz sur leur tube planétaire Feel Good Inc. qui obtient le Grammy Award de la meilleure collaboration pop. Ils collaborent également avec un rappeur portugais, Boss AC, sur le titre Yo (Não Brinques Com Esta Merda). En 2006, ils fondent leur label AOI Records et sortent une mixtape intitulée The Impossible Mission. Le 4 juin 2006, Vincent Mason est hospitalisé pour des problèmes de foie que les médecins attribuent à une hépatite[réf. nécessaire], dont ils ne connaissent pas la cause.
En 2009, la bande originale du film Les Lascars affiche le titre Say La Vee, écrit par De La Soul et Lucien Papalu. Ils réalisent une seconde collaboration avec Gorillaz sur plusieurs démos pour leur dernier album, Plastic Beach, dont Superfast Jellyfish, qui sortira en single dans plusieurs pays. À l'automne 2010, ils prennent part à la tournée de Gorillaz Escape to Plastic Beach World Tour pour lesquels ils font la première partie de plusieurs concerts et chantent leurs différentes collaborations sur scène avec le groupe virtuel.
De La Soul confirme une nouvelle collaboration avec Prince Paul, dont un huitième album, You're Welcome,. En mars 2012, ils rapportent que Maseo travaille sur deux nouveaux albums, notamment. Le 2 avril 2012, deux des membres du groupe, Plug 1 (Posdnuos) et Plug 2 (Dave), sortent un album concept, De La Soul's Plug 1 & Plug 2 present... First Serve. Pour ce projet, les deux rappeurs racontent l'histoire de deux jeunes américains qui veulent réussir dans le hip-hop. Ce sont deux producteurs français, Chokolate et Khalid, qui réalisent la musique, donnant un timbre original à cet album. Le 7 juillet 2012, De La Soul clôt le Festival de Jazz de la Défense, près de Paris en France.
Le 14 février 2014, à l'occasion de leur 25e anniversaire, le groupe rend disponible au téléchargement leur catalogue entier pendant 25 heures. De La Soul publie Get Away ft The Spirit of Wu, une attaque musicale contre le hip-hop contemporain. En mars 2015, De La Soul lance une campagne de financement sur Kickstarter afin de financer leur nouvel album, and the Anonymous Nobody..., sorti le 26 août 2016.
Mais le 12 février 2023, un membre du trio, David Jude Jolicoeur, meurt d’une insuffisance cardiaque. Le groupe aurait pu s'arrêter là, mais les deux autres membres décident de continuer, et de maintenir leurs engagements, notamment pour un concert londonien au Royal Albert Hall le 8 avril 2023, programmé de longue date.

## Discographie

### Albums studio
- 1989 : 3 Feet High and Rising
- 1991 : De La Soul Is Dead
- 1993 : Buhloone Mindstate
- 1996 : Stakes Is High
- 2000 : Art Official Intelligence: Mosaic Thump
- 2001 : AOI: Bionix
- 2004 : The Grind Date
- 2012 : Plug 1 & Plug 2 Present... First Serve (en)
- 2016 : and the Anonymous Nobody...[15]

### Compilations
- 2003 : Timeless: The Singles Collection
- 2004 : The Best of
- 2004 : De La Mix Tape: Remixes, Rarities and Classics
- 2006 : The Impossible: Mission TV Series – Pt. 1

### Album live
- 2004 : Live at Tramps, NYC, 1996

### EPs
- 1994 : Clear Lake Audiotorium
- 2004 : Days Off

### Mixtapes
- 2006 : Hip-Hop Mixtape
- 2009 : Are You In?: Nike+ Original Run
- 2014 : Smell the Da.I.S.Y.

### Album collaboratif
- 2012 : Plug 1 and Plug 2 Present... First Serve

### Singles
- 1989 : Me Myself and I
- 1989 : Say No Go
- 1989 : Eye Know
- 1989 : The Magic Number
- 1990 : Mamma Gave Birth to the Soul Children (featuring Queen Latifah)
- 1991 : Ring Ring Ring (Ha Ha Hey)
- 1991 : A Roller Skating Jam Named Saturdays (featuring Vinia Mojica (en))
- 1991 : Keepin' the Faith
- 1993 : Breakadawn
- 1996 : Stakes Is High
- 1997 : 4 More (featuring Zhané)
- 2000 : Oooh. (en) (featuring Redman / Rah Digga)
- 2000 : It Ain't All Good (featuring Chaka Khan)
- 2002 : Baby Phat (featuring Yummy Bingham)
- 2004 : Shopping Bags
- 2005 : Feel Good Inc. (Gorillaz featuring De La Soul)
- 2009 : Daylight (Troublemaker Remix) en duo avec Matt & Kim
- 2012 : Must Be the Music (Only [Plug 1] & [Plug 2])